# Tesla Roadster Elona Muska
Tesla Roadster Elona Muska – elektryczny samochód sportowy, który posłużył jako imitacja ładunku użytecznego podczas lotu testowego rakiety Falcon Heavy w lutym 2018 roku, stając się jednocześnie sztucznym satelitą okrążającym Słońce. Miejsce kierowcy w samochodzie zajął manekin ubrany w skafander kosmiczny, nazwany „Starman”. Tesla Roadster z 2010 roku jest własnością Elona Muska i była przez niego wcześniej wykorzystywana do dojazdu do pracy. Jest to także pierwszy samochód produkowany masowo, który został wystrzelony w przestrzeń kosmiczną.
Samochód został zamontowany na drugim stopniu rakiety Falcona Heavy, a następnie został wystrzelony na eliptyczną orbitę heliocentryczną, która przecinała orbitę Marsa. Orbita osiąga maksymalną odległość od Słońca w aphelium wynoszącą 1,66 au. Nagranie z Tesli Roadster było przesyłane z powrotem do centrum kontroli misji skąd było transmitowane na żywo.

## Historia
W marcu 2017 roku założyciel SpaceX, Elon Musk powiedział, że ponieważ start nowej rakiety Falcon Heavy jest ryzykowny, wyniesie on „najgłupszą rzecz, jaką możecie sobie wyobrazić”. W czerwcu 2017 roku jeden z jego obserwatorów na Twitterze zasugerował, że tą głupią rzeczą jest Tesla Model S, na co Elon Musk odpowiedział: „Propozycje mile widziane!”. W grudniu 2017 roku Elon Musk ogłosił, że ładunkiem użytecznym wykorzystanym w pierwszym locie Falcona Heavy będzie jego osobista Tesla Roadster.
Jednym z celów lotu testowego było zademonstrowanie, że nowa rakieta może wynieść ładunek aż na orbitę Marsa. Zastępca administratora NASA Lori Garver stwierdziła, że SpaceX „zaoferował darmowe starty NASA, Siłom Powietrznym Stanów Zjednoczonych itp., ale nie znalazł żadnych chętnych” i że „sztuczka z wykorzystaniem Tesli była tylko opcją zastępczą SpaceX”. Tesla Roadster jest pierwszym pojazdem drogowym wysłanym w przestrzeń kosmiczną, po wysłaniu kilku bezzałogowych łazików wysłanych na Księżyc i Marsa.

### Tesla Roadster jako ładunek

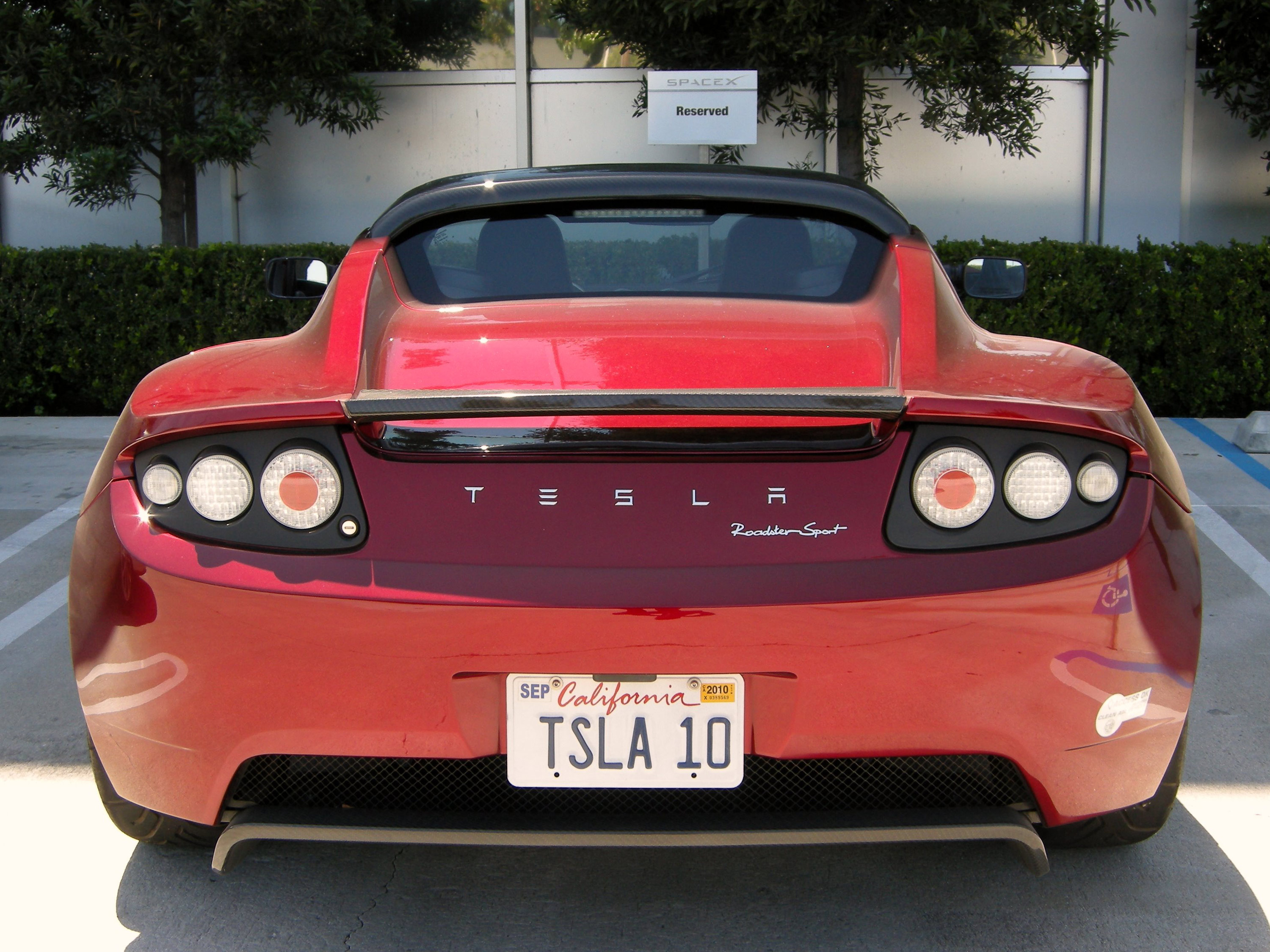
Tesla Roadster należąca do Elona Muska zaparkowana przed siedzibą SpaceX w 2010 roku

Samochód został na stałe zamontowany w pozycji pochylonej nad adapterem ładunku. Dodano struktury kratowe przeznaczone do montażu kamer. Opublikowano zdjęcia pojazdu przed jego hermetyzacją. Miejsce kierowcy w samochodzie zajął manekin ubrany w skafander kosmiczny, nazwany „Starman”. Umieszczono go z prawą ręką na kierownicy i lewym łokciem spoczywającym na otwartym oknie. Manekin został nazwany na cześć piosenki Davida Bowie Starman, a system dźwiękowy samochodu został ustawiony przed startem na ciągłe zapętlanie piosenki Space Oddity, której autorem jest również David Bowie.
Egzemplarz powieści Douglasa Adamsa Autostopem przez Galaktykę znajduje się w schowku, wraz z odniesieniami do książki w postaci ręcznika i napisu na desce rozdzielczej „DON'T PANIC!”. Model Tesli Roadster wraz z miniaturowym Starmanem, wyprodukowany przez Hot Wheels również znajduje się na desce rozdzielczej. Pod samochodem umieszczono tabliczkę z nazwiskami pracowników, którzy pracowali nad projektem, a na płytce drukowanej widnieje napis „Made on Earth by humans”. Tesla Roadster przewozi także kopię trylogii Fundacja autorstwa Isaaca Asimova na dysku optycznym 5D, który ma być dowodem potwierdzającym koncepcję długotrwałego przechowywania danych.

## Trajektoria

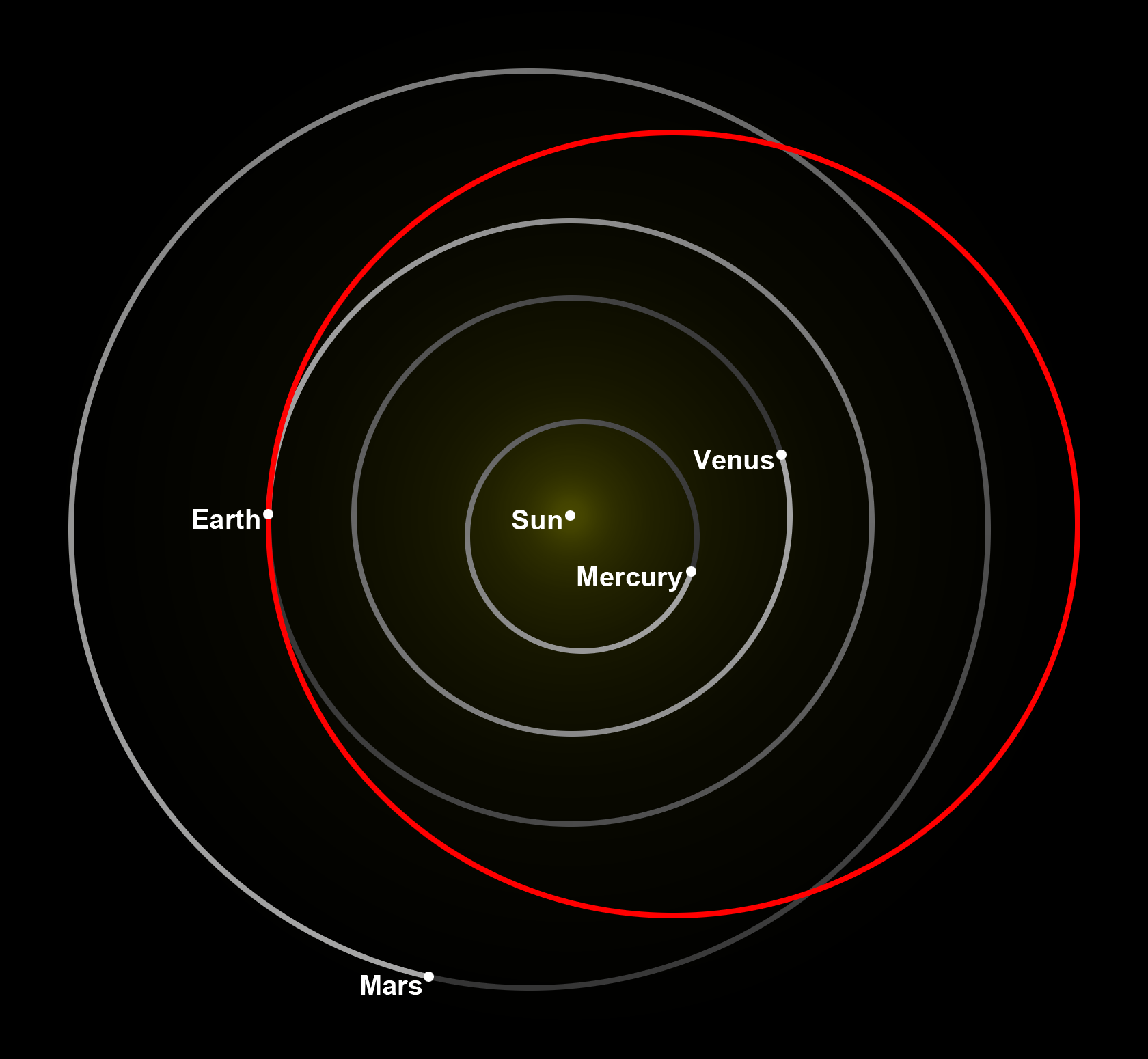
Orbita Tesli Roadster na tle planet wewnętrznych Układu Słonecznego

2 lutego 2018 roku, urząd należący do Federalnej Administracji Lotnictwa, Office of Commercial Space Transportation, wydał licencję na lot testowy rakiety Falcon Heavy. Rakieta wystartowała 6 lutego 2017 roku z kompleksu startowego 39A znajdującego się w Kennedy Space Center o godzinie 20:45 UTC. Drugi stopień rakiety zawierający samochód został początkowo umieszczony na Ziemskiej orbicie parkingowej. Spędził on sześć godzin przelatując przez pasy radiacyjne Van Allena, demonstrując w ten sposób nową zdolność wymaganą przez Siły Powietrzne Stanów Zjednoczonych do bezpośredniego umieszczania ciężkich satelitów wywiadowczych na orbicie geostacjonarnej. Następnie górny stopień wykonał drugi manewr, który pozwolił mu osiągnąć prędkość ucieczki.
Sam start był transmitowany na żywo, a transmisja pokazywały Teslę Roadster pod różnymi kątami, dzięki kamerom umieszczonym wewnątrz i na zewnątrz samochodu. Elon Musk oszacował, że bateria samochodu wytrzyma ponad 12 godzin, ale transmisja na żywo trwała nieco ponad cztery godziny, kończąc się przed ostatecznym wyniesieniem z orbity okołoziemskiej. Zdjęcia z lotu zostały udostępnione przez SpaceX w domenie publicznej na portalu Flickr.
Orbita Tesli Roadster osiąga maksymalną odległość od Słońca w aphelium wynoszącą 1,66 au, przy nachyleniu około 1° do płaszczyzny ekliptyki, w porównaniu do nachylenia Marsa wynoszącego 1,85°, trajektoria ta z założenia nie może przechwycić Marsa, więc samochód nigdy nie przeleci obok Marsa, ani nie wejdzie na jego orbitę. Był to drugi obiekt wystrzelony przez SpaceX, który opuścił orbitę Ziemi, tuż po misji DSCOVR. Dziewięć miesięcy po starcie, Tesla Roadster przekroczyła orbitę Marsa, osiągając aphelium 9 listopada 2018 roku o godzinie 12:48 UTC, Tesla znajdowała się wtedy w odległości 1,664 au od Słońca. Maksymalna prędkość pojazdu względem Słońca wyniosła 121 000 km/h w peryhelium.
Nawet gdyby rakieta celowała w rzeczywistą orbitę transferową Marsa, Tesla nie mogłaby zostać umieszczona na orbicie Marsa, ponieważ drugi stopień Falcona Heavy który ją przewozi, nie jest wyposażony w niezbędny materiał pędny, a także nie posiada żadnej możliwości manewrowania, czy komunikacji. Lot ten po prostu pokazał, że Falcon Heavy jest w stanie wynieść znaczące ładunki użyteczne w kierunku Marsa co może być uznane za użyteczne przy wynoszeniu przyszłych misji rakiety.

## Wpływ kulturowy
Tesla w kosmosie szybko stała się tematem internetowych memów. Policja Australii Zachodniej rozpowszechniła zdjęcie pistoletu radarowego wycelowanego w Teslę Roadster przelatującego nad Australią. Škoda wyprodukowała żartobliwą reklamę przedstawiającą Škodę Superb jadącą do Marsa, wioski we Francji. ToSky, rosyjski startup, wysłał Ładę przewożącą manekina przedstawiającego szefa Roskosmosu Dmitrija Rogozina na wysokość 20 kilometrów, aby zebrać dane przeznaczone do zaprojektowania balonu stratosferycznego.
Transmisja na żywo ze startu SpaceX osiągnęła ponad 2,3 miliona jednoczesnych oglądających w serwisie YouTube, co uczyniło ją drugą najczęściej oglądaną transmisją na żywo na tej platformie. Niektóre serwisy informacyjne zauważyły podobieństwo między prawdziwymi zdjęciami Tesli orbitującej wokół Ziemi, a filmem Heavy Metal z 1981 roku, w którym podróżnik kosmiczny ląduje na Ziemi w Chevroletcie Corvette.

## Reakcje

### Sztuka
The Verge porównał Teslę Roadster do sztuki ready-made, takiego jak Fontanna Marcela Duchampa z 1917 roku, stworzonego poprzez umieszczenie przedmiotu codziennego użytku w nietypowej pozycji, kontekście i orientacji. Alice Gorman, wykładowca archeologii i studiów kosmicznych na Flinders University w Australii, powiedziała, że głównym przeznaczeniem Tesli Roadster jest jego symboliczna komunikacja, że „czerwony samochód sportowy symbolizuje męskość – władzę, bogactwo i szybkość, ale także to, jak krucha jest męskość”. Opierając się na antropologicznych symbolach, twierdzi także, że Tesla Roadster jest również „zbroją chroniącą przed śmiercią, a także talizmanem, który tłumi głęboki strach przed śmiercią.

### Skażenie bakteriologiczne
Planetary Society obawiało się, że wystrzelenie niewysterylizowanego ładunku użytecznego w przestrzeń międzyplanetarną może grozić biologicznym skażeniem środowiska kosmicznego. Naukowcy z Uniwersytetu Purdue zauważyli, że Tesla zostanie z czasem wysterylizowana przez promieniowanie słoneczne, choć niektóre bakterie mogą przetrwać w pewnych elementach pojazdu, które mogłyby zanieczyścić Marsa w odległej przyszłości, gdyby samochód uderzył w powierzchnie Marsa.